# Vladimir Geiger
Vladimir Geiger (Đakovo, 1962.), hrvatski je povjesničar.

## Životopis
Vladimir Geiger rodio se u Đakovu, 1962. godine. Diplomirao je povijest na Filozofskom fakultetu Sveučilišta Zagrebu s temom Njemačka narodna skupina u Nezavisnoj Državi Hrvatskoj (1941. – 1945.) a doktorirao je 1996. godine s tezom Njemačka etnička zajednica u Đakovu i Đakovštini od početka 19. do sredine 20. stoljeća. Od 1993. godine radi u Hrvatskome institutu za povijest u Zagrebu. Bavi se temama iz hrvatske povijesti 20. stoljeća, razdobljem Drugoga svjetskog rata i neposrednoga poraća i istraživanjem ljudskih gubitaka, istražuje povijest i sudbinu hrvatskih Nijemaca te partizansku i komunističku represiju i zločine u Hrvatskoj potkraj Drugoga svjetskog rata i neposrednoga poraća. Članom je uredništva Časopisa za suvremenu povijest (Hrvatski institut za povijest, Zagreb) i Tokova istorije (Institut za noviju istoriju Srbije, Beograd) te je u Hrvatskome institutu za povijest voditeljem znanstvenoga projekta "Ljudski gubitci Hrvatske u Drugome svjetskom ratu i poraću".

## Djela
- Što se dogodilo s Folksdojčerima?: sudbina Nijemaca u bivšoj Jugoslaviji, Njemačka narodnosna zajednica-Volksdeutsche Gemeimschaft, Zagreb, 1993. (suautor Ivan Jurković)[1]
- Pisma iz Krndije, Njemačka narodnosna zajednica, Zagreb, 1994. (suautor Ivan Jurković)[2]
- Nestanak Folksdojčera,  Nova stvarnost, Zagreb, 1997.
- Radni logor Valpovo, 1945-1946: dokumenti, Njemačka narodnosna zajednica, Zemaljska udruga Podunavskih Švaba u Hrvatskoj, Osijek, 1999. (urednik)
- Nijemci u Đakovu i Đakovštini, Hrvatski institut za povijest-Dom i svijet, Zagreb, 2001.
- Folksdojčeri: pod teretom kolektivne krivnje, Njemačka Narodnosna Zajednica, Osijek, 2002.
- Sudbina jugoslavenskih Nijemaca u hrvatskoj i srpskoj književnosti, Zajednica Nijemaca u Hrvatskoj - Zagreb, Zagreb, 2009.
- Josip Broz Tito i ratni zločini: Bleiburg - Folksdojčeri, Hrvatski institut za povijest, Zagreb, 2013.
- Jadovno i Šaranova jama – Kontroverze i manipulacije, Hrvatski institut za povijest, Zagreb, 2017. (suautori: Mario Jareb i Davor Kovačić)[3]
- Krivnja i kazna: politika odmazde i sudski proces ministru u Vladi NDH Živanu Kuveždiću 1948. – 1949., Hrvatski institut za povijest, Podružnica za povijest Slavonije, Srijema i Baranje, Slavonski Brod, 2018. (suautorica Suzana Leček)[4]
- Stradanje Mađara i Nijemaca u Hrvatskoj i Bačkoj 1944./45. i u poraću = A magyarok és németek vesztesége Horvátországban és Bácskában 1944/45-ben és a háború után, Društvo mađarskih znanstvenika i umjetnika u Hrvatskoj - Nova stvarnost - Croatica, Zagreb - Budimpešta, 2018. (suautori Andrija Bognar i Laszlo M. Horvath)

## Nagrade
- 2013.: Nagrada Ljubica Štefan, za istraživački projekt Ljudski gubitci Hrvatske u Drugom svjetskom ratu i poraću te za knjigu Josip Broz Tito i ratni zločini.

## Vanjske poveznice
- Logori za folksdojčere u Hrvatskoj nakon Drugoga svjetskog rata 1945. – 1947., // Journal of Contemporary History, br. 3. (2007.), str. 1081. – 1100. (Hrčak)
- Brojidbeni pokazatelji o žrtvama logora Jasenovac, 1941. – 1945. (procjene, izračuni, popisi), // Časopis za suvremenu povijest, sv. 45, br. 2. (2013.), str. 211. – 242. (Hrčak)
- Vlado Čutura, Razgovor: Povjesničar dr. Vladimir Geiger, znanstveni savjetnik. Civilizacija traži cjelovitu istinu o žrtvama, Glas Koncila 19 (1716), 13. svibnja, 2007. (u međumrežnoj pismohrani archive.org 28. veljače 2014.)
- Njemačka manjina u Kraljevini Srba, Hrvata i Slovenaca/Jugoslaviji (1918.-1941.), (u međumrežnoj pismohrani archive.org 21. srpnja 2011.)
- Sudbina jugoslavenskih Nijemaca u hrvatskoj i srpskoj književnosti
- Pitanje broja žrtava logora Jasenovac u hrvatskoj i srpskoj historiografiji, publicistici i javnosti nakon raspada SFR Jugoslavije – činjenice, kontroverze i manipulacije, // Časopis za suvremenu povijest, sv. 52, br. 2. (2020.), str. 517. – 585. (Hrčak)